# برنده پول بن استاین شوید
برنده پول بن استاین شوید (انگلیسی: Win Ben Stein's Money) یک برنامه تلویزیونی مسابقه‌ای بود. این برنامه از ۱۹۹۷ تا ۲۰۰۳ در کمدی سنترال اجرا می‌شد.
جیمی کیمل یکی از مجریان این برنامه بود که به مدت سه سال در آن حضور داشت و به همراه بن استاین، جایزه امی برای بهترین میزبان را بردند.